# Дейр-Хафир (район)
Дейр-Хафир (араб. دير حافر‎) — район (минтака) в мухафазе Алеппо, Сирия.

## География
Район располагается в центре мухафазы Алеппо. На востоке граничит с районом Манбидж, на юге с районом Эс-Сафира, на западе с районами Эс-Сафира и Джеббель-Семъан, на севере с районом Эль-Баб.

## Административное деление
Район был образован в 2009 году из 3 южных нахий района Эль-Баб.
Район разделён на 3 нахии.
| Нахия                 | Административный центр | Население (2004 г.), чел. | Карта |
| --------------------- | ---------------------- | ------------------------- | ----- |
| Дейр-Хафер            | Дейр-Хафир             | 33 592                    |       |
| Расм-Хермель-эль-Имам | Расм-эль-Хермель       | 30 029                    |       |
| Квайрес-Шарки         | Квайрес-эш-Шарки       | 26 729                    |       |